# Діксфілд (Мен)
Діксфілд (англ. Dixfield) — місто (англ. town) в США, в окрузі Оксфорд штату Мен. Населення — 2253 особи (2020).

## Демографія
Згідно з переписом 2010 року, у місті мешкало 2550 осіб у 1044 домогосподарствах у складі 722 родин. Було 1180 помешкань
Расовий склад населення:
| - 96,9 % — білих - 0,7 % — азіатів - 0,2 % — корінних американців - 0,2 % — чорних або афроамериканців |

До двох чи більше рас належало 1,8 %. Частка іспаномовних становила 0,7 % від усіх жителів.
За віковим діапазоном населення розподілялося таким чином: 24,8 % — особи молодші 18 років, 59,3 % — особи у віці 18—64 років, 15,9 % — особи у віці 65 років та старші. Медіана віку мешканця становила 41,9 року. На 100 осіб жіночої статі у місті припадало 92,7 чоловіків;  на 100 жінок у віці від 18 років та старших — 91,8 чоловіків також старших 18 років.
Середній дохід на одне домашнє господарство  становив 49 158 доларів США (медіана — 34 234), а середній дохід на одну сім'ю — 53 443 долари (медіана — 45 139). Медіана доходів становила 45 893 долари для чоловіків та 33 795 доларів для жінок. За межею бідності перебувало 23,4 % осіб, у тому числі 40,1 % дітей у віці до 18 років та 7,9 % осіб у віці 65 років та старших.
Цивільне працевлаштоване населення становило 767 осіб. Основні галузі зайнятості: освіта, охорона здоров'я та соціальна допомога — 21,4 %, виробництво — 17,6 %, роздрібна торгівля — 17,2 %.